# 弗洛塔島
弗洛塔島是蘇格蘭的島嶼，位於斯卡帕灣霍伊島以東2公里的大西洋海域，屬於奧克尼群島的一部分，長4公里、寬3.5公里，面積8.76平方公里，最高點海拔高度58米，2001年人口81。

## 外部連結
- Flotta web guide

58°50′N 3°07′W / 58.833°N 3.117°W